# 濱田益嗣
濵田 益嗣（はまだ ますたね、1937年（昭和12年）5月6日 - ）は、日本の実業家。株式会社赤福前代表取締役会長（10代目当主、2代社長）、株式会社濵田総業社長。元皇學館大学常任理事、伊勢商工会議所会頭、アイティービー会長（代表権はない）。男性。三重県伊勢市出身。父は濵田裕康、母は佳代子。妻は現赤福社長（4代）の濵田勝子、
最初の名前は益種で、1962年から1963年の間に改名したとされる（『伊勢年鑑』）。

## 経歴

### 生い立ち
赤福9代目当主、裕康の長男として生まれた。生後9か月にして出征していた父親を戦争で失い当主となるが、実際は8代当主の未亡人である濵田ますが切り盛りし、赤福が1954年に企業化した際、ますが企業としての赤福初代社長に就任している。

### 赤福社長・会長として
慶應義塾大学経済学部卒業後、1960年4月に赤福入社。同年9月に取締役専務となり、1968年11月、ますの後継として代表取締役社長となった。
赤福は強気の駆け引きで知られていた。1960年、入社したばかりの益嗣は近鉄宇治山田駅での販売交渉を行った。赤福の呈示した駅へのリベートは10%で、ライバル企業の呈示した27%より遙かに低いものだった。益嗣は「3倍売る」と強調したが、駅側とは折り合わなかった。しかしますは「それで良い。商いは一度断らんといかんこともある。神さんがついているから、ジタバタするな」と助言した。交渉は半年にも及んだが、ついに駅側は年15万円の“冥加金”支払を条件に赤福に折れた。直接交渉したのは益嗣らであったが、実際はますと駅側の真剣勝負であり、交渉で安易に妥協しない姿勢を学んだという。
当時の赤福は伊勢市の名物として知られてはいたが、生ものであるため販売地は伊勢市周辺に限られていた。益嗣は専務になると、「給与倍増計画」と銘打って拡大路線に転換。1961年から5年間で、従業員の給与を2倍、売上を10倍に増やす計画を立てた。時の池田勇人内閣の政策である所得倍増計画より先に考えついたと益嗣は述べている。計画達成のため、赤福は近鉄沿線の京都・大阪・名古屋への拡販、テレビ・ラジオへのコマーシャル、包装作業の機械化などを実施した。また赤福拡販のため名古屋と大阪にも製造工場を作った。ただし、あまりに販路を広げすぎても伊勢名物としてのありがたみが薄れるために全国展開はしなかった。1965年に1960年の年商8400万円から10倍以上の8億6000万円を達成。計画よりも1年早かった。また同年益矢食品（後のマスヤ）を設立し社長に就任し、「おにぎりせんべい」を開発した。1968年には当時の年商12億を上回る12億4000万円を投じて小俣に製造工場を作り、これも西日本を中心に拡販に成功した。しかし『伊勢新聞』によれば、ロシア料理店やスペイン料理店などを失敗させており、拡大路線がすべて成功したわけではない。現在は中華料理店やイタリア料理店などが営業中である（「赤福餅#関連企業」参照）。
こうした拡大路線の裏で、赤福餅の大量生産により賞味期限内に売りさばくことが難しくなってゆき、やがて製造日などの偽装に手を染めることになる。2007年になって報じられた内容によれば（「赤福餅#消費期限および製造日、原材料表示偽装事件」を参照）、1973年の第60回神宮式年遷宮での観光客増に対応するため、密かに冷凍したものや、前日製造の赤福を作りたてと偽り販売するようになった。『日本経済新聞』によれば、さらにそれ以前（1967年頃）から偽装を始めていたという（(10/23)赤福改ざん、40年前から――「まき直し」「先付け」など）。益嗣は「売れ残りを出さない」ために偽装工作をシステム化させ、「まき直し」「むきあん」「むきもち」などの社内用語ができていった。もっとも、益嗣は後年、偽装は「（当時の）幹部ら」が主導したと主張している。
赤福本店は内宮の門前町、おはらい町に構えていた。しかし自動車の普及（モータリゼーション）で内宮に直接乗り付ける参拝客が増え、おはらい町の観光客数は年間10万人に低迷した。商店は減り、「サラリーマンの家ばかり」になっていた。赤福の年商は130億円に達していたが、ここで益嗣は再び賭に出た。本社の周辺、約2400坪、60数軒を6年かけて買収し、総額140億円をかけて江戸時代の町並みを再現した「おかげ横丁」を誕生させたのである。また「おはらい町」の通りも江戸時代を再現するために、伊勢伝来の木造建築への統一や電柱の地下化を推進した。「おかげ横丁」は第61回神宮式年遷宮の行われた1993年（平成5年）に開業し、2006年には年間356万人の観光客を集めるまでになった（「入込客数調査地点別ベスト10（延数）」）。おかげ横丁の成功は観光開発の成功例として全国的にも注目を集め、2002年12月26日には、国土交通省の「観光カリスマ百選」に最初に選ばれた11人の一人となった。
こうした事業の成功から、益嗣は伊勢市の経済面ばかりでなく政治や社会においても強大な影響力を持つようになった。1975年に日本青年会議所副会頭に就任し、1995年には伊勢商工会議所会頭となった。『伊勢新聞』によれば、この頃から益嗣は取材に対しても尊大な態度が顕著になり、反っくり返った姿勢でインタビューに応じる様が写真に掲載されることも増えた。市政に対しても頻繁に介入し、1996年の市長選では4選を目指す水谷光男市長の来賓あいさつで「これで水谷さんも終わりでしょうから」と発言して水谷を怒らせたり、益嗣が創刊した伊勢商工会議所の機関紙（現存せず）では、市長を大番頭に市の部長を手代にたとえて批判して見せた。また、伊勢神宮からも伊勢財界の代表として扱われ、1993年の第61回遷宮では、伊勢財界を代表する特別奉拝者として遷御の儀に招待された。
2005年には、都市計画を巡って加藤光徳市長（水谷の後任）と対立し、市長選では自民党推薦の奥野英介（現・県議、元旧小俣町長）を三ツ矢憲生と共に支援して激しく争った。加藤は僅差で再選したが、その後も両者の確執は続く。翌年の加藤の自殺には両者の対立が背景にあったのではないかと取りざたされた。
2005年10月、赤福社長職を長男の典保に譲り会長となったが、代表権は益嗣が持ち依然として実権を握っていた。2007年5月にはJR参宮線を廃止し、伊勢車両区を駐車場に転用するよう提言し、物議を醸した。『朝日新聞』2007年5月26日付の「“参宮線廃止、駐車場に”赤福会長、式年遷宮控え提案」によると、益嗣はJR参宮線を廃止して1000台規模の駐車場を整備すべしと提言した。2月の段階で、森下隆生・伊勢市長や、地元選出国会議員らとの会合などで、廃止を提言したという。森下市長は「1年間交通量調査をする。結果を待ってほしい」と述べた。また当時のJR東海社長の松本正之に存続を訴える伊勢市議が出るなど、波紋が広がった。松本は地元伊勢市の出身である。その後、後述の偽装問題による役職からの辞任もあってこの話題は立ち消えとなり、第62回式年遷宮当年の2013年以降も参宮線は運行を継続している。
こうした言動が批判される一方で、公共施設などへの寄付を積極的に行ってきたこともあり赤福を伊勢市になくてはならない存在と認識する市民も多かった。赤福のみならず、多数の関連企業によって直接間接に影響力を持つに至っていたのである。

### 食品偽装発覚
2007年10月12日から赤福餅などの偽装が相次いで明るみに出たが、益嗣はなかなかマスコミに姿を現さなかった。10月22日には18日付で伊勢商工会議所会頭の辞任を文書で申し出て了承された。10月31日に赤福会長を辞任し、翌11月1日に初めて記者会見をして謝罪した。このほか、赤福の持株会社・濱田総業以外の役職を辞任し、濱田総業も11月29日付で代表者から退いた。この時、外部から会長として元住友銀行副頭取の玉井英二を迎えている。しかし『伊勢新聞』によれば、益嗣はいくつかの会合で「新会長は飾りもので、二、三年もすれば、自分が会長に復帰する。自由の身のいまの間に、関連会社をばんばん作る」と発言したという。（「偽装」偽装の再建? ― 赤福の営業再開問題 『伊勢新聞』）。
その後、しばらくは表に出なかったが、2010年創設の囲碁棋戦「おかげ杯囲碁トーナメント」（非公式戦）協賛に関わっている。2013年までに濱田総業社長に復帰し、赤福にも代表権のない取締役としては復帰した。2013年の第62回式年遷宮では、特別奉拝者の役割も典保に譲った。11月26日、津市で
「地域活性化フォーラム　in　三重」が開催され、益嗣は山村美智とのトークショーを行った。トークショーで益嗣は、おかげ横丁建設の経緯などを聞かれ「外人は来てほしくない。いたらおかしいでしょ。来ないでくれとは言えないが、英語の表記をするような気遣いはしない」と言った。『毎日新聞』がこの件について取材すると、社長を務める関連会社を通して「伊勢は日本人の心のふるさとで、日本の方々に喜んでもらう街をつくりたいという意味の発言だった。外国人への偏見ではない」とコメントした。赤福は11月27日、「弊社前社長（益嗣）であり、現取締役の不適切な発言」を詫び、発言は「弊社の方針・見解とはまったく異なるもの」とするお知らせを出した。なお、赤福サイトには英語版が存在する。
ところが2014年4月23日、赤福は臨時株主総会で典保を退任させ、益嗣の妻である勝子を後任社長に選任した。『毎日新聞』によると、関係者の話として、典保は「家業から企業へ」を掲げて近代的な企業経営への転換を図った。そこで従来の「家業型」経営を重視する益嗣と対立し、典保の実質的な解任劇に及んだという。典保は代表権のない会長に棚上げされた。益嗣は4月24日、『朝日新聞』の取材に「（典保氏の）社長教育をちゃんとしていなかったので、いろいろと問題が出てきた」と話した。帝国データバンク津支店によると、濱田総業は赤福株式の8割以上を所有している。ただし、益嗣も再び取締役から退いた他、玉井も取締役から退任させている。
『日本経済新聞』によると、典保は取引先に「もう一度、ゼロから信頼を回復していきます」と挨拶して回るなど、益嗣とは異なり低姿勢を取った。またコンプライアンス室や生産管理部などを新設し、偽装を常態化したとされる社風を改めた。さらに遷宮効果もあって業績を残したので、地元の評価も上々だった。しかし同紙によると、益嗣は典保との「経営に対する方向性の違い」（業界関係者）に不満を持ち、ついに解任劇に及んだという。また、伊勢市の財界関係者によると、次期社長についても既に取りざたされており、吉司（マスヤ社長で典保の弟）が最有力だが、典保に「お灸をすえ」た上で復帰させる可能性もあるという。また『産経新聞』によると、益嗣は「第2おかげ横丁構想」として、「はたごのような外観で、ビジネスホテル並みの低料金の宿泊街を建て」、素泊まりで食事はおかげ横丁などで取らせる流れを考えているという。
2015年2月3日、日本棋院より、「おかげ杯」「おかげ杯国際新鋭対抗戦」創設で囲碁普及に功労があったとして、第44回大倉喜七郎賞を受賞した。
2017年6月6日、益嗣は『日本経済新聞』の取材に対し、第2おかげ横丁の構想について、「外宮前の約1300平方メートルの敷地」に建設する計画と述べた。2033年の第63回式年遷宮に向け、2024～25年頃の完成を想定している。また、赤福の次期社長は4人の男孫の中から選ぶと述べた。

### 赤福会長復帰と再度の退任
2017年11月24日付で、益嗣は赤福の代表取締役会長に復帰した。関係者によると、同日の株主総会で、赤福の持株会社であり、益嗣が社長である濱田総業より、益嗣の役員選任が提案され、承認された。勝子も引き続き代表権を持ち続ける。前会長の典保は顧問となった。
2020年2月18日放映のテレビ東京によると、関連企業の伊勢萬が益嗣の指示で2000年から2012年にかけて、指定暴力団に対して代紋入り焼酎を製造・販売していたことが発覚した。取材によると、益嗣は2020年1月16日付で赤福代表取締役会長を再度退任していた。また『朝日新聞』『中日新聞』によると、益嗣は1989年頃、飲食店で従業員から暴力団幹部を紹介され、1996年まで複数回にわたり飲食を共にした。2000年から暴力団幹部から直接受注する形で、24回、8180本の焼酎を販売し、1500万円の利益があった。2019年12月、これらの件を聞きつけた男により、濱田総業に対する恐喝未遂事件が発生し、三重県警伊勢警察署に逮捕されたことで、暴力団との取引が明るみに出た。東海テレビによると、関係者の話として、代紋入りの焼酎は名古屋市に本部を置く山口組傘下の暴力団が買い取り、組と関係のある企業や個人に配ったと報じた。
『伊勢新聞』は、濱田総業への恐喝未遂の被疑で逮捕された男（津地方裁判所で有罪判決）に獄中取材した。それによると、男は「昨年11月末に骨董品店で偶然空き瓶を見つけ、3千円くらいで購入した」「（暴力団との繋がりは）全く関係ない」「骨董品の収集が趣味なだけ。浜田総業へ行ったのは自分一人の判断」と主張した。2月27日放映のテレビ東京「ワールドビジネスサテライト」によると、赤福関係者の話として、「ほとぼりが冷めたら会長は三度戻ってくるでしょう」「食品偽装のころから何も変わっていません」と報じた。